# حسین عابدینی
حسین عابدینی (زاده ۱۳۵۹ شهر ماه‌نشان) بازیگر سینما و تلویزیون ایران است. وی در دوران نوجوانی با فیلم پدر ساخته مجید مجیدی وارد سینما شد و به خاطر فیلم باران در ۲۰ سالگی برنده سیمرغ بلورین برترین بازیگر مرد در نوزدهمین جشنواره فیلم فجر شد و جوانترین بازیگری است که سیمرغ نقش اول مرد را گرفته‌ است.

## کارنامه هنری

### سینما:
- آپاراتچی (۱۴۰۳)
- او نمیخوابد (١۴٠۲)
- قیف (١۴٠١)
- شهر دودی (۱۳۹۹)
- برنده ها (۱۳۹۹)
- سگ کش(۱۳۹۸)
- شین (۱۳۹۷)
- ماه نشان (۱۳۹۶)
- ولگرد (۱۳۹۴)
- تابو (۱۳۹۳)
- ازدواج کم دردسر (۱۳۹۳)
- مثل یک پدر (۱۳۹۳)
- روزنه ای در مه (۱۳۹۲)
- کادو (۱۳۹۲)
- از میان سایه ها (۱۳۹۱)
- خانه به خانه (۱۳۹۰)
- روییدن در باد (۱۳۹۰)
- دونده زمین (۱۳۸۹) اکران ۱۳۹۵
- سه درجه تب (۱۳۸۹)
- حبیب (۱۳۸۹)
- تله فیلم بلندترین شب سال (۱۳۸۹)
- ته تغاری (۱۳۸۸)
- تله فیلم لیست انتظار (۱۳۸۷)
- زخم شانه حوا (۱۳۸۶)
- باد در علفزار می‌پیچد (۱۳۸۶)
- در شهر خبری نیست، هست (۱۳۸۶)
- زخم شانه حوا (۱۳۸۶)
- چند می‌گیری گریه کنی (۱۳۸۴)
- مارمولک (۱۳۸۲)
- رسم عاشق کشی (۱۳۸۱)
- باران (۱۳۷۹)
- پدر (۱۳۷۴)

### تلویزیون:
- لمندگان (١۴٠۴)
- دروازه شیطان (١۴٠۲)
- مسافران شهر (١۴٠١)
- محکومین (۱۳۹۶)
- بازگشت (۱۳۹۵)
- آقا و خانم سنگی (۱۳۹۴)
- گذر از رنج ها (۱۳۹۳)
- سرزمین مادری (۱۳۹۲) توقف پخش
- بیدار باش (۱۳۹۱)
- از یاد رفته (۱۳۹۰)
- پرانتز باز (۱۳۸۹)
- مأمور بدرقه (۱۳۸۷)
- راه شب (۱۳۸۴)
- شهریار(۱۳۸۴)
- بچه‌های مدرسه همت (۱۳۷۵)

### جوایز:
1. جایزه لوح تقدیر و  سپاس، از جشنواره بین‌المللی فیلم فجر در قسمت جنبی جشنواره فیلم فجر برای فیلم سینمایی (پدر) سال ۱۳۷۴
2. جایزه لوح تقدیر و تجلیل  بخاطر  بازی درخشان، در فیلم سینمایی (پدر)، به حسین عابدینی در سال ۱۳۷۴ توسط بنیاد سینمایی فارابی ایران
3. برنده بهترین بازیگر کودک و نوجوان از جشنواره بین‌المللی فیلم کودک و نوجوان اصفهان برای فیلم سینمایی (پدر) سال ۱۳۷۵
4. برنده جایزه بهترین بازیگر کودک و نوجوان از دهمین جشنواره روستا مرداد ماه ۱۳۷۵ برای فیلم سینمایی (پدر)
5. برنده جایزه (Poznań Goats) بهترین بازیگر کودک و نوجوان شانزدهمین جشنواره الِ‌کینو لهستان برای فیلم سینمایی پدر (سال ۱۹۹۸)
6. برنده سيمرغ بلورین بهترین بازیگر نقش اول مرد، در نوزدهم جشنواره بین‌المللی فیلم فجر برای فیلم سینمایی (باران) سال ۱۳۷۹
7. برنده جایزه پلاک طلایی بهترین بازیگر چهره نو ظهور و استعداد درخشان، از جشنواره بین‌المللی فیلم شیکاگو برای فیلم سینمایی (باران) سال ۲۰۰۱